# Pasta ai sassi
La pasta ai sassi è un piatto povero e tradizionale un tempo diffuso tra i pescatori della costa tirrenica italiana, caduto in disuso ma recentemente riscoperto nella cucina moderna.

## Origine
Questa ricetta nacque per far fronte alla penuria di pesce nei periodi nei quali per i pescatori non era possibile salpare a causa delle condizioni del mare o la pesca era scarsa. La città di Castellammare di Stabia rivendica l'origine di questa ricetta, che tuttavia non era diffusa solo in Campania, ma anche in Calabria in Sicilia e in alcuni tratti della costa toscana, in particolar modo a Viareggio dove si mettevano nell’acqua di cottura pietre con incrostazioni di muschio, molluschi, cozze, patelle e crostacei.

## Preparazione
La ricetta consiste nell'adoperare delle pietre di mare durante la preparazione del condimento per la pasta al fine di rilasciare aromi che richiamino il sapore di un piatto di mare. 